# Boyd-Gletscher
Der Boyd-Gletscher (auch bekannt als Ames-Gletscher) ist ein stark zerklüfteter Gletscher an der Saunders-Küste des westantarktischen Marie-Byrd-Lands. In den Ford Ranges fließt er zwischen dem Gebirgskamm Bailey Ridge und Mount Douglass zum Sulzberger-Schelfeis.
Entdeckt wurde er bei Überflügen im Jahr 1934 während der zweiten Antarktisexpedition (1933–1935) des US-amerikanischen Polarforschers Richard Evelyn Byrd. Namensgeber ist Vernon Davis Boyd (1907–1965), Maschinist dieser Forschungsreise und Mitglied der Westbasis bei der United States Antarctic Service Expedition (1939–1941). Byrd hatte den Gletscher ursprünglich nach seinem Schwiegervater, Joseph Blanchard Ames (1846–1915), benannt.